# Gloversville
 Gloversville  ist eine Stadt im US-Bundesstaat New York im Fulton County. Das U.S. Census Bureau hat bei der Volkszählung 2020 eine Einwohnerzahl von 15.131 ermittelt.
Der Name der Stadt stammt von den vielen dort ansässigen Unternehmen der Handschuhbranche. Seit Mitte des 19. Jahrhunderts war Gloversville (gemeinsam mit der benachbarten Stadt Johnstown) für über einhundert Jahre das Zentrum der amerikanischen Handschuhindustrie.

## Geographie
Die Stadt liegt in den südlichen Ausläufern der Adirondack Mountains. Der Cayadutta Creek fließt nach Süden durch die Stadt, im Nordosten liegt der Great Sacandaga Lake. In Ost-West-Richtung führt die New York State Route 29A (Fulton Street) durch die Stadt.

## Gründung
Als Belohnung für seine Dienste während des „French and Indian War“ erhielt der ehemalige Generalmajor der britischen Streitkräfte William Johnson große Landstriche in dem Gebiet des heutigen Fulton County, die historisch als „Kingsborough“ bekannt ist.
Im Jahre 1752 kaufte Arent Stevens das Land. Am Ende des 18. Jahrhunderts ließen sich dort Puritaner aus Neuengland nieder. Nach der Gründung einer US-Poststation im Jahr 1828 wurde Gloversville der offizielle Name der Gemeinde. Den Status als Stadt hat Gloversville seit 1890.

## Lederindustrie
Das waldreiche Gebiet war geprägt durch die Hemlocktanne (Schierlingstanne), dessen Baumrinde war ein wichtiger Stoff beim Gerben von Leder. Der Cayadutta Creek (ein Nebenfluss des Mohawk) lieferte das ebenfalls benötigte Wasser.
Die industrielle Entwicklung wurde zusätzlich durch die Anbindung an das Schienennetz begünstigt. Ab 1870 bestand eine Bahnverbindung ins wenige Kilometer am Mohawk gelegene Fonda, später dann in den Osten des Staates New York nach Schenectady und von da bis zur New York Central Station. Der Bahnbetrieb wurde 1984 eingestellt. Später wurde die Strecke zum Wander- und Radweg ausgebaut („Fulton County Rail Trail“).
Große Gerbereien und Handschuhläden beschäftigten fast 80 Prozent der Einwohner von Gloversville und Umgebung. Zwischen 1890 und 1950 wurden 90 Prozent aller in den USA verkauften Handschuhen in Gloversville gefertigt.
Rund um die Lederverarbeitung siedelten sich viele weitere Produktions- und Dienstleistungsbetriebe an (Karton-Hersteller, Nähmaschinen-Mechaniker, Webereien, Händler etc.). Höhepunkt dieser Industrie war um das Jahr 1905, als 237 Betriebe in Johnstown/Gloversville tätig waren. Siehe Klappmenu
Anfang des 21. Jahrhunderts sind in Gloversville nur noch wenige Industriebetriebe verblieben. Viele der alten Fabrikgebäude sind noch vorhanden, stehen aber leer und sind dem Verfall preisgegeben.

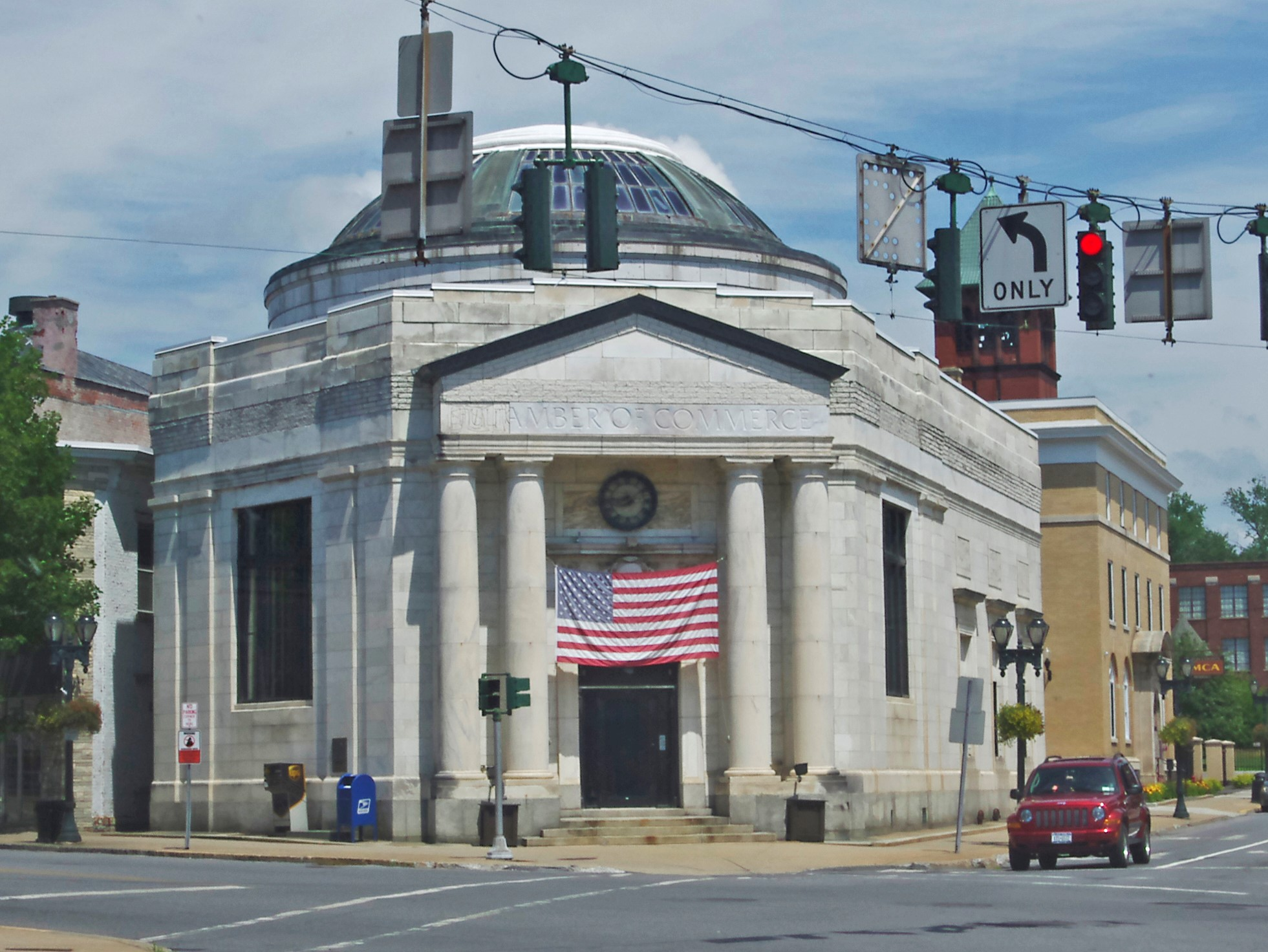
Fulton Montgomery Chamber of Commerce, Ecke Fulton/Main Street
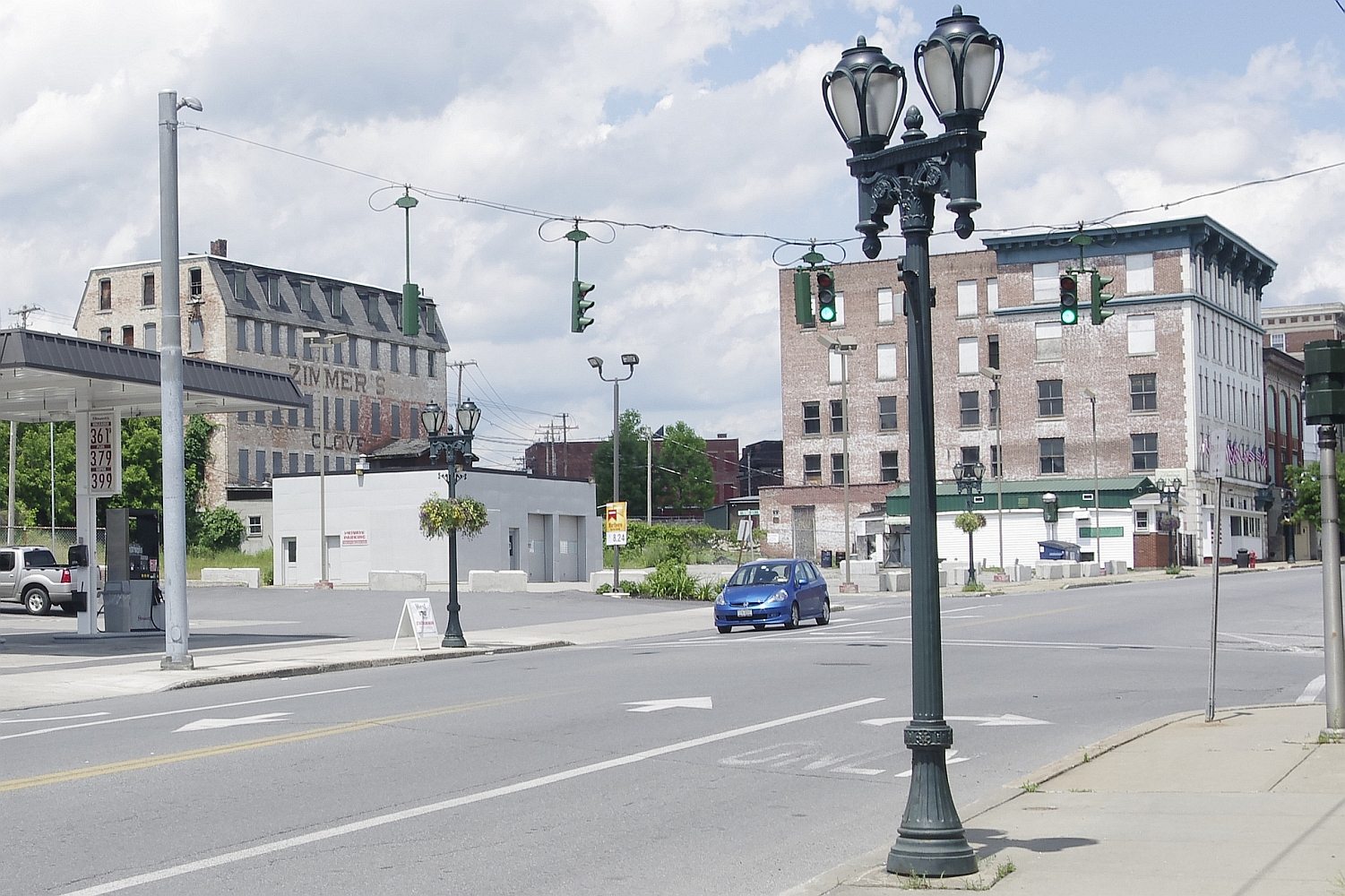
Main Street
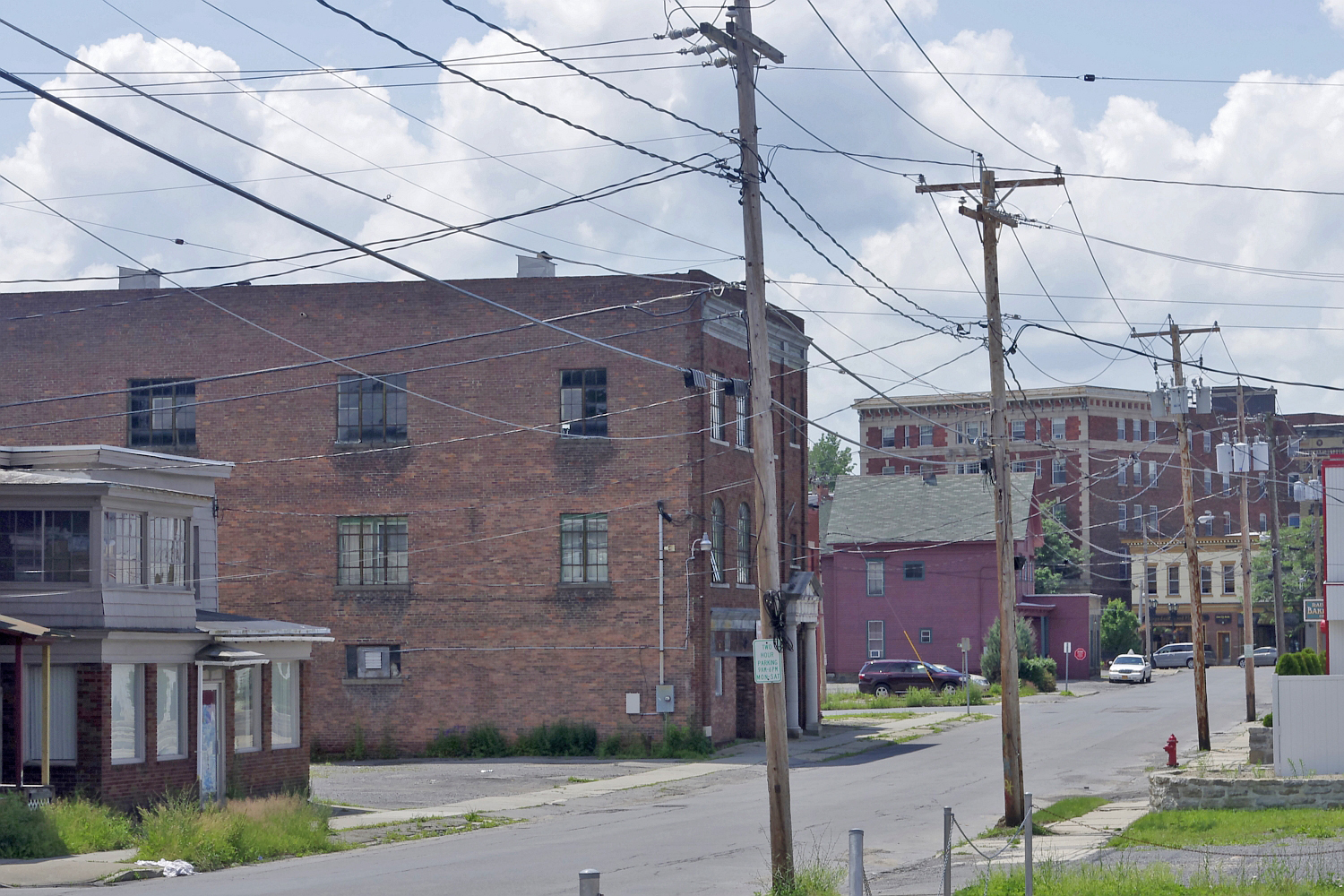
Washington Street
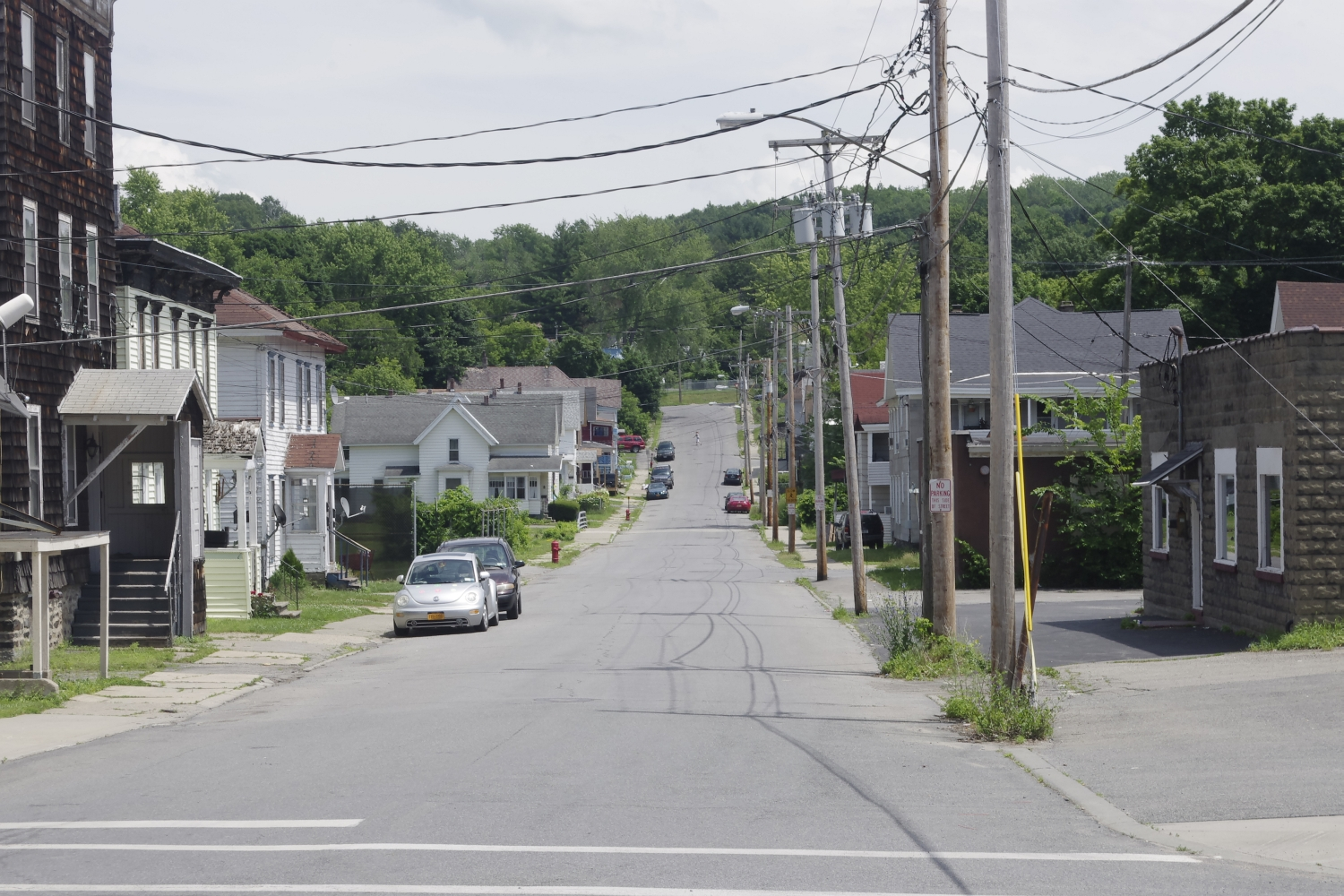
Fremont Street
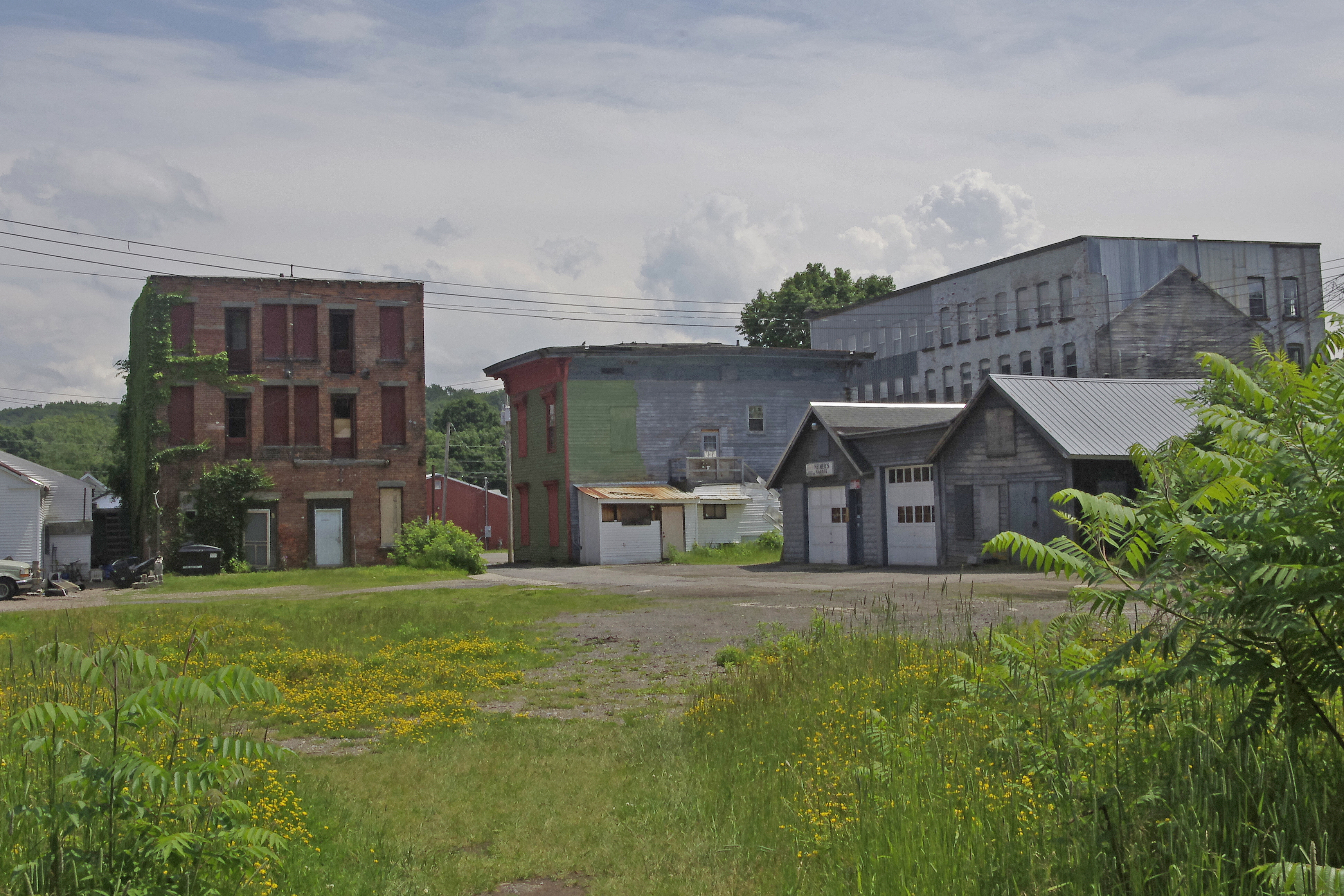
Ehemalige Fabrikgebäude im Zentrum der Stadt
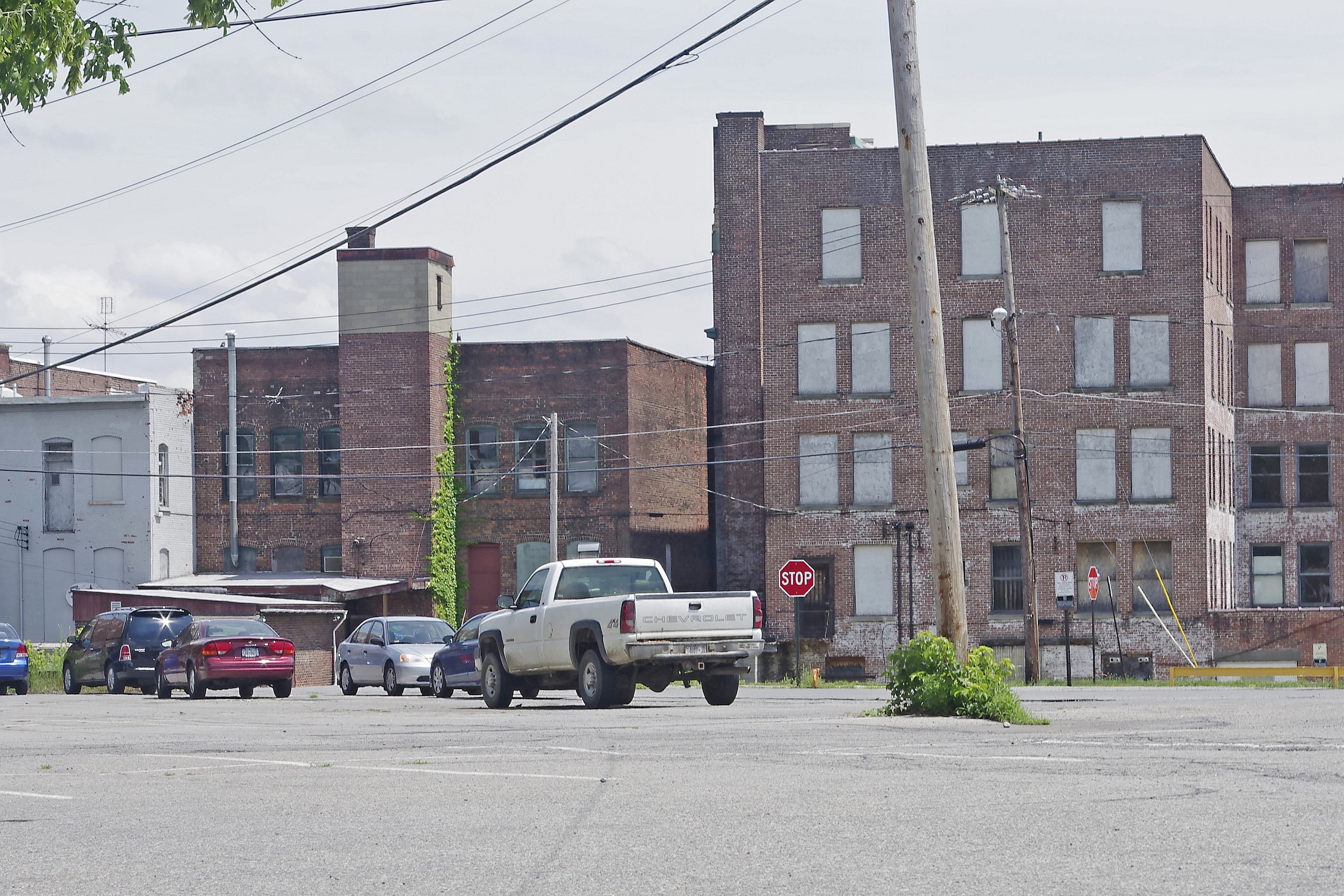
Ehemalige Fabrikgebäude im Zentrum der Stadt
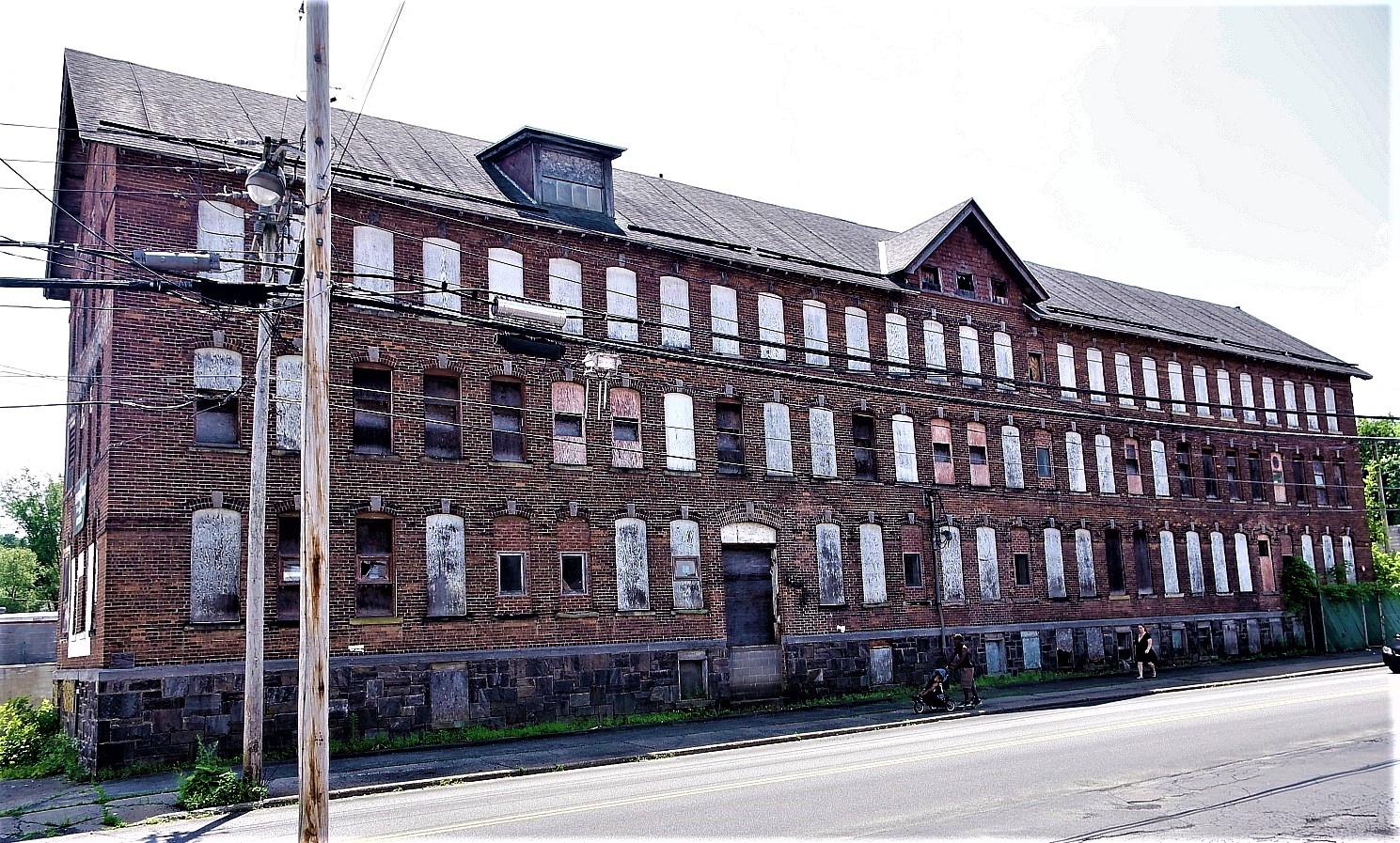
Ehemals „Daniel Hays Co. Glove Factory“, Fulton Street
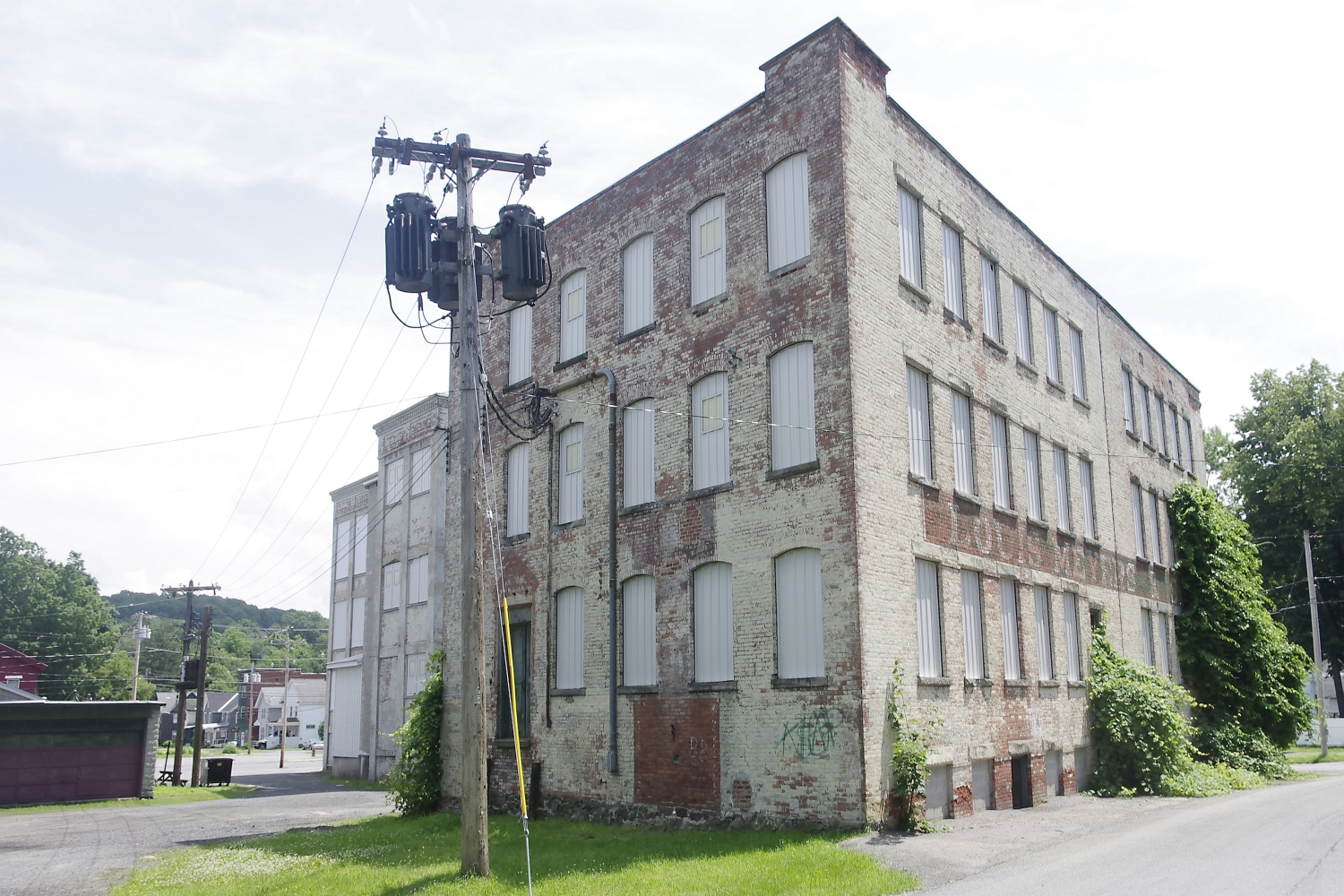
Ehemals „Louis Meyers & Son Glove Factory“, Pine Street

Auswahl von Betrieben in der lederverarbeitenden Industrie:
1. A. Tipaldi
2. Anthony J. Kaiser
3. Armour Leather Company
4. Baggs –Texier Glove Corporation
5. Borman Sheep Lined Coat Co., Inc.
6. Buscarlet Glove Co., Inc.
7. C & B Leather Coat Co.
8. Care Leather Finishing, Inc.
9. Cayadutta Tanning Co.
10. Charles G. Potter Leather Co., Inc.
11. Charles King
12. Clark´s Leather Splitting Company
13. Colonial Tanning Corp.
14. Crown Leather Finishing Inc.
15. D. Berger
16. Daniel Hays Co. Glove Factory
17. Diana Knitting Co.
18. Eastmor Leather Trading Corp.
19. Elmer Little Sons, Inc.
20. Ernesto Baumann
21. Fashion Tanning Co. Inc.
22. Feuer Hide & Skin Corp.
23. Frank Kerdyk
24. Gates Mills
25. Geo. A. Steward & Co.
26. Geo. F. Mills
27. George Johns
28. Glen Ayr Mills, Inc.
29. Gloversville Leather Manufacturing Corp.
30. Gloversville Silk Mills
31. Goliger Leather Co., Inc.
32. H. B. Ten Eyck
33. H. E. Rosenberg
34. H.& P. Glove Co.
35. Hudson Tanning Co., Inc.
36. Ideal Leather Finishers
37. Independent Leather Manufacturing Corporation
38. J. I. Mc. Martin´s & Sons
39. J. P. Miller & Co.
40. James Heagle
41. Johnstown Mocha Mills Co., Inc.
42. Jones & Naudin Leather Corp.
43. Joseph Conroy
44. Karg Brothers Inc.
45. Laon F. Swears Inc.
46. Leavitt-Berner Tanning Corp.
47. Libdresco Leathers, Inc.
48. Liberty Dressing Corp.
49. Licardo Gloves
50. Louis Meyers and Son Glove Factory
51. M. F. Adams & Son Inc.
52. Mario Papa & Sons, Inc.
53. Maylender Brothers
54. Meltzner Fur Co.
55. Milton Berger Leather Corp.
56. Mocha Dressing Co., Inc.
57. Model Fur Co.
58. Northrup Glove Mfg Co
59. Pagano Gloves Inc.
60. Peerless Tanning Co., Inc
61. Perrone Leathers, Inc.
62. R. L. Kilmer & Sons. Co.
63. R. R. Sands & Son
64. # Revanson
65. Rowles-Newnham Glove Corp.
66. Sasco
67. Serfis Glove Company
68. Stewart & Briggs
69. Suberb
70. T & R Toggling Co.
71. The Leather Group
72. The Naptan Company, Inc.
73. The Reliable Glove Co.
74. Topp & Ireland
75. Topp´s Lambskin Fashions Inc.
76. Twin City Leather Co., Inc.
77. Vallier
78. Warren Miller & Sons
79. William E. Dovey
80. Winig Glove Company Inc.
81. W. N. Zimmer & Son
82. Wood & Hyde Leather Co. Inc.

## Mit Gloversville verbunden
- Die Schauspielerin Elizabeth Anne Allen (* 1970, Darstellerin der Amy Madison in Buffy – Im Bann der Dämonen) wuchs in Gloversville auf.
- Der Diplomat und Botschafter Samuel David Berger (1911–1980) wurde in Gloversville geboren.
- Der Mediziner Albert Hewett Coons (1912–1978) wurde in Gloversville geboren.
- Der Generalmajor der United States Army Kenneth F. Cramer (1894–1954) wurde in Gloversville geboren.
- Der Filmproduzent Samuel Goldwyn (1879–1974) arbeitete bis 1912 in Gloversville in der Handschuhbranche.
- Der Schriftsteller Richard Russo (* 1949) wuchs in Gloversville auf.